# Mejni prehod za mednarodni promet Učja
Učja (it. Uccea) je bil do 20. decembra 2007 mednarodni mejni prehod med Italijo in Slovenijo). Prehod je povezoval Tersko dolino (in Furlansko nižino) z dolino Soče.
Dolina reke Učje (ki se ji malo pred mejo z desne strani na italijanski strani pridruži Beli potok/Rio Bianco, temu pa hudournik Strmec) in cesta tečeta vzporedno s Stolom (Kobariškim). Na slovenski strani do izliva v Sočo preteče 6 km; poleg Koritnice je Učja v Sočinem zgonjem toku njen najpomembnejši pritok.
Dolina Učja je ena redkih alpskih dolin, ki ni ledeniško preoblikovana; je obvisela dolina v katero si je voda vrezala v strmejšem delu na slovenski strani 30-120 m globoko sotesko s koriti; izjedla je 5 korit, najdaljša merijo 5 km, območje pa je bogato z množico čudovitih naravnih pojavov, ki so posledica delovanja ledu in snega ali pa so kraškega oz. vodnega izvora. Spodnja korita so vidna z mostu na cesti Bovec - Žaga in so le 500 m oddaljena od izliva Učje v Sočo. Na pritokih s kaninske strani je več slapov, največji so na Globoškem potoku (70-metrski 3-stopenjski slap). Na slovenski strani Učje ni naselij, na strmih pobočjih so pašniki in senožeti, zato je dolina precej naravno ohranjena.
V neposredni bližini so Mužci, ki veljajo za najbolj namočeno območje v Italiji.
Uccea je tudi naselje na italijanski strani.